# 饶用虞
饶用虞（1930年—），女，江西南昌人，中华人民共和国政治人物，曾任四川大学党委书记，四川省人大常委会副主任。